# 悲劇の十日間

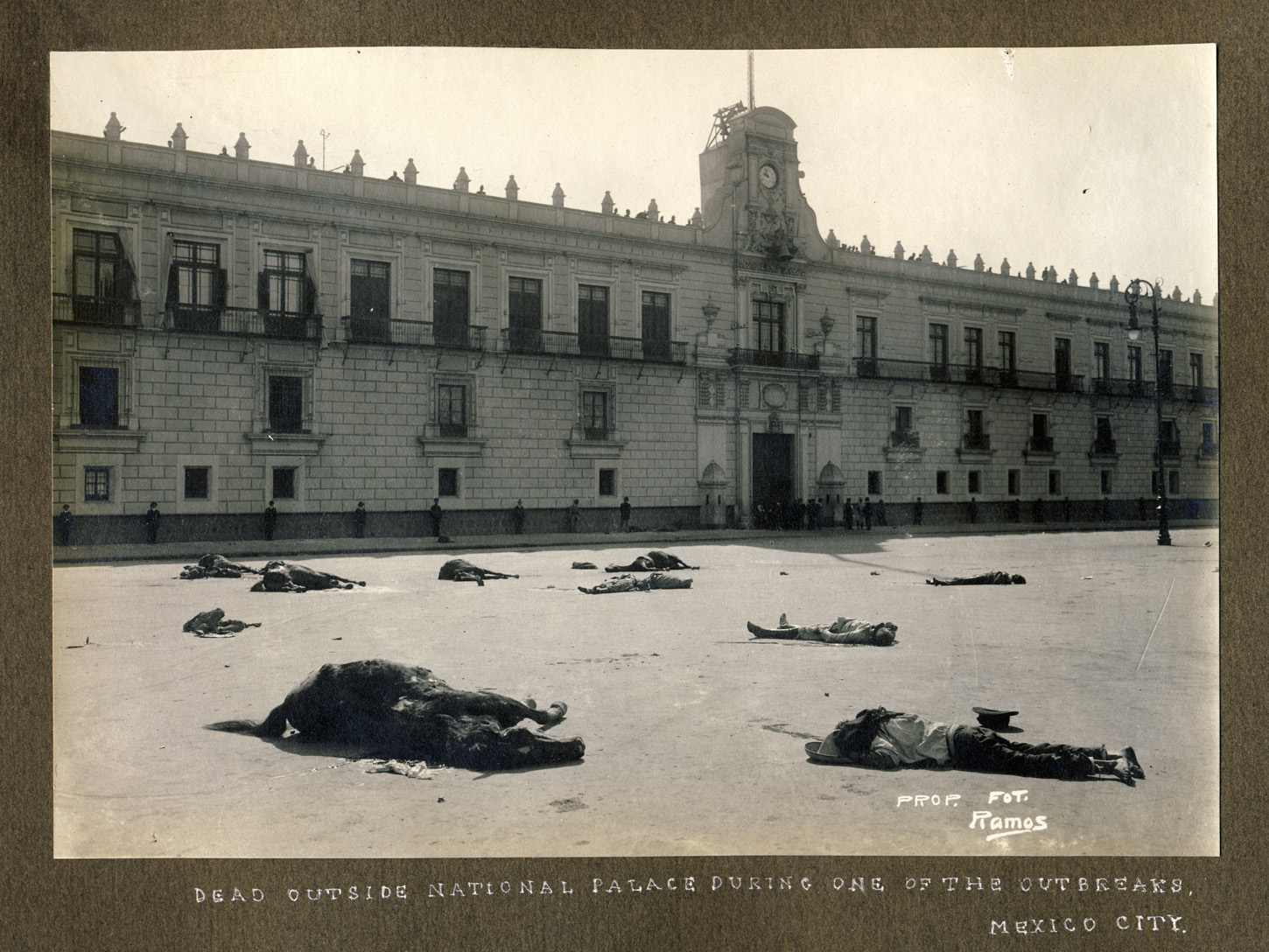
反乱軍の砲撃を受けた国立宮殿。ソカロと首都の道路に死体が残された。マヌエル・ラモス撮影

悲劇の十日間（ひげきのとおかかん、スペイン語: Decena Trágica）は、メキシコ革命中の1913年2月9日から2月19日にかけてメキシコシティで発生した一連の事件を指す。前大統領の甥にあたるフェリックス・ディアス将軍およびベルナルド・レイェス将軍に率いられた反乱軍が、在メキシコのアメリカ合衆国大使であるヘンリー・レーン・ウィルソン (Henry Lane Wilson) の助けを借りて、民主的に選出されたフランシスコ・マデロ大統領を打倒するために首都で武力衝突を起こした。
マデロ大統領側の主要な将軍であるビクトリアーノ・ウエルタは反乱軍側へ寝返った。このクーデターによってマデロおよび副大統領のホセ・マリア・ピノ・スアレスが逮捕された。1911年のポルフィリオ・ディアス大統領がそうであったように、マデロとピノ・スアレスが亡命できる可能性もあったが、彼らは1913年2月22日に殺害された。ウエルタ将軍がメキシコ大統領に就任し、大部分の州知事の支持を受けた。しかしウエルタのクーデターと殺人に対する広範な憎悪によって、メキシコ北部および南部において政府軍と革命勢力の間の内戦が引きおこされた。
マデロが殺害されたことは大方のメキシコ市民にとって衝撃的であり、また新しいアメリカ合衆国大統領ウッドロウ・ウィルソンがウエルタ政府の承認を拒絶する原因になった。メキシコの一般庶民はこの十日間に辛酸をなめた。戦闘はメキシコ連邦軍の対立する派閥同士で発生し、またマデロ政府に対する襲撃と防御という形で行われたものの、砲火によって戦闘と無関係な市民に大きな被害が発生し、首都の中心部の資産に大きな損失が発生した。

## ポルフィリオ・ディアス政権打倒からマデロの大統領就任まで
1910年大統領選の不正を糾弾する暴動の後、ポルフィリオ・ディアスは1911年5月に大統領を辞任して亡命した。フランシスコ・レオン・デ・ラ・バーラが短期間臨時大統領をつとめ、1911年11月の選挙でフランシスコ・マデロが大統領に選出された。
しかしながらマデロはまもなく支持を失い批判にさらされることになった。保守派は彼がポルフィリオ・ディアスを追い出したことを許さず、その一方で大土地所有の解体といった政策をマデロが実行しなかったため、マデロ支持者は彼に幻滅した。
マデロの任期1年めだけで4つの反乱が発生した。モレロス州で1911年11月に発生したサパタの反乱はフェリペ・アンヘレス (Felipe Ángeles) 将軍によって抑止されたが、鎮圧されることはなかった。チワワ州では1912年3月にパスクアル・オロスコの反乱が発生し、ビクトリアーノ・ウエルタに敗北したものの、彼を支持するコロラドス（赤旗派）は勢力を保った。ヌエボ・レオン州で1912年12月に発生したベルナルド・レイェス将軍の反乱とベラクルス州で1912年11月に発生したフェリックス・ディアス将軍の反乱は壊滅され、2人の将軍はメキシコシティで投獄された。
ディアスとレイェスの2人の将軍はマデロ政権の転覆を計画し、作戦にウエルタを加えようとしたが、彼を参加させる充分な動機を与えることができなかった。反乱が始まった後にウエルタは秘密裏に計画に加わった。アメリカ合衆国大統領ウィリアム・タフト政権の大使であるヘンリー・レーン・ウィルソンはマデロ政権打倒のために積極的な役割を果たした:98-99。

## 十日間

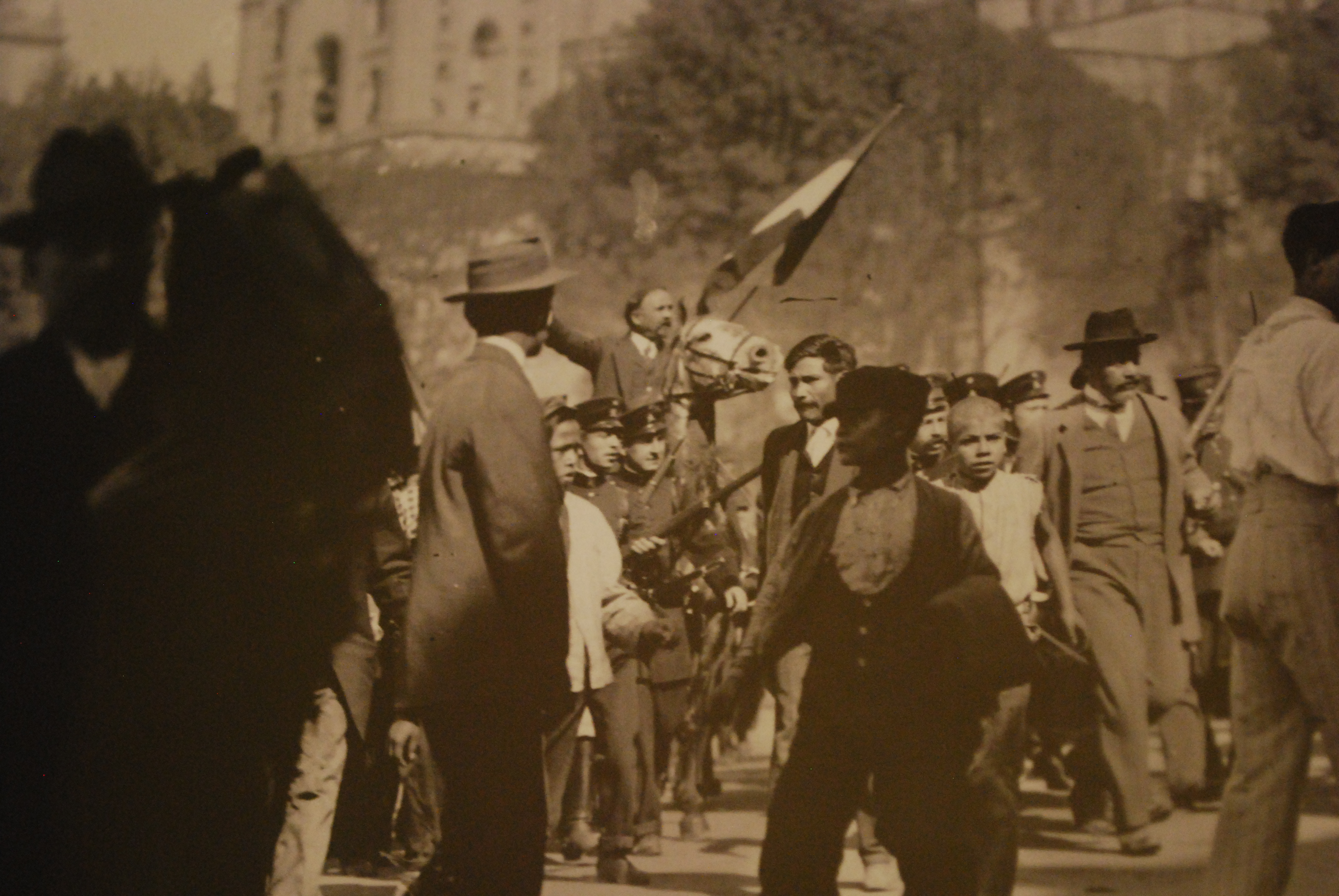
悲劇の1日目にあたる1913年2月9日のフランシスコ・マデロ大統領。ヘロニモ・エルナンデス撮影

マデロ政権に反対するマヌエル・モンドラゴン (Manuel Mondragón) 将軍はトラルパンの軍事学校の士官候補生に反乱への参加を呼びかけた。2月9日（日）、士官候補生たちはメキシコシティの刑務所の前に集結し、フェリックス・ディアス将軍の釈放を要求した。短い協議の後に（司令官は殺された）ディアスは釈放された:234。次に彼らはサンティアゴ・トラテロルコ軍事刑務所に行き、レイェス将軍を釈放させた。午前7時30分、レイェスは士官候補生と兵士をともない、馬に乗って国立宮殿へ向かったが:235、銃撃を受けて落馬して死亡した。この最初の戦闘で400人の市民が死亡し、1000人以上が負傷した。軍司令官のラウロ・ビジャル将軍は銃弾で鎖骨が折れ、軍事大臣のアンヘル・ガルシア・ペーニャは腕を銃弾が貫通した:284。
現場から3マイル離れたチャプルテペク城に住んでいたマデロ大統領は、午前8時に報告を受け、馬に乗って町に入った。ビジャルとペーニャが負傷したため、当時休養中のビクトリアーノ・ウエルタ将軍が事に当たることを申し出、受理された:235。ウエルタは首都軍の司令官に任命された。
フェリックス・ディアス将軍はレイェスの死の知らせを聞いてアメリカ大使ヘンリー・レーン・ウィルソンに連絡を取った。ディアスはレイェスより上手に立ちまわり、国立宮殿から数ブロック離れた町の造兵廠であるシウダデラにこもった。ここには充分な弾薬があり、反乱軍は国立宮殿へ向けて砲撃を開始した:119。
同日夕刻、マデロは隣のモレロス州の州都であるクエルナバカへ行き、当時サパタ軍と戦っていたフェリペ・アンヘレス将軍と会談した。その夜マデロとアンヘレスは鉄道を使って武器や弾薬を積んで首都に戻った。翌朝までにマデロは1000人の兵士を集めた。
2月10日（月）には大きな動きはなかった。マデロはアウレリアーノ・ブランケット (Aureliano Blanquet) 将軍に1200人のトルーカの軍を国立宮殿に派遣するように電報を打った。マデロはまたアンヘレスが首都軍の司令官になることを求めたが、まだ議会によって将軍に任命されていないことを理由に反対された。元の臨時大統領フランシスコ・レオン・デ・ラ・バーラは大統領と反乱側の仲介を申し出たがマデロは拒絶した:119。
2月11日（火）の午前10時ごろウエルタは造兵廠の砲撃をはじめたが、反乱軍は強く反撃し、国立宮殿と造兵廠の間の町は重い損害を被った。ウエルタはローマ地区でフェリックス・ディアスとひそかに会見し、この時にウエルタはクーデター支持にまわることを宣言した。これによってマデロ側の戦力は弱体化された。コアウイラ州知事のベヌスティアーノ・カランサはマデロにサルティーヨに逃げるよう申し出た:119-20。
2月12日（水）、ウィルソン大使は流血を引きおこした責任が反乱に対してさっさと降伏しないマデロにあると主張した。スペインも同意見であり、イギリス・ドイツも賛成した。これに対してオーストリア・日本・およびブラジル・チリ・キューバを含むすべてのラテンアメリカ諸国の代表は政府がその権威を保つことは正当であり、外国の外交官が内政に介入するのはお門違いだとした。ダウンタウンの砲撃は続き、兵士・馬・非戦闘員の死体は路上に放置され、食料は欠乏した:120。
2月15日（土）、ウィルソンはスペイン、イギリス、ドイツの大臣を大使館に招いた。スペインの大臣は国立宮殿を訪れて大統領が辞任すべきだというのが彼らの統一した意見であると伝えた。マデロは外交官が内政に介入することは認められていないと答えた。同日ウィルソンはドイツの大臣とともに休戦交渉のために国立宮殿を訪れた。ウィルソンは大使館員を造兵廠に送り、日曜日の休戦についてディアスの了承を得た。

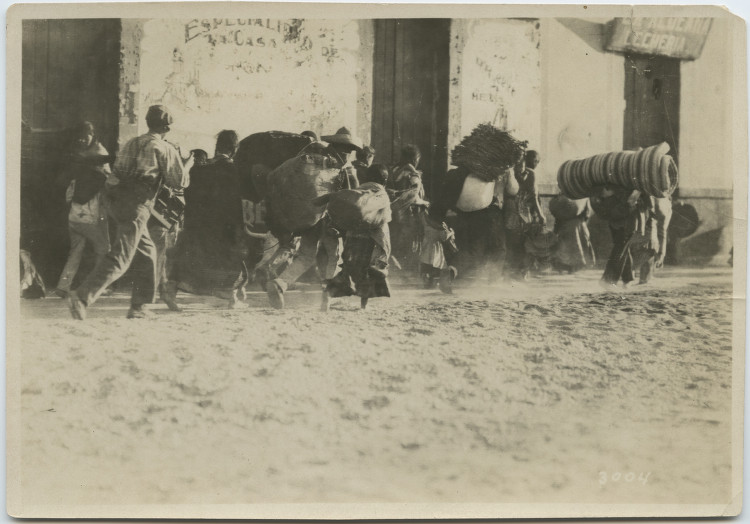
2月16日、危険地帯から逃げる市民たち

2月16日（日）ブランケット将軍の軍が首都に到達したが、彼は戦おうとしなかった。この日は休戦し、路上の死体を埋葬し、非戦闘員を危険地帯から避難させた。ウィルソンが国務省に送ったレポートでは、婉曲な表現で「ウエルタが私のもとに特別な使者を派遣した。それによればウエルタは今晩事態を終結させるための対策を取るつもりだという」と述べている。原因は明らかでないが、その計画は実行されなかった。しかしウエルタからは別の使者が送られ、ウィルソンが国務長官フィランダー・ノックスに送ったレポートではより自信をもってマデロが排除されるであろうことを述べている。
2月18日（火）正午、マデロ大統領の弟であるグスタボ・A・マデロがガンブリヌス・レストランで逮捕された。マデロ大統領本人の逮捕は約1時間後に起きた。その夜アメリカ大使館でディアス、ウエルタ、ウィルソンは今後について会談した。ディアスとウエルタはどちらも自分が大統領になるべきだと主張して譲らなかったが、ウィルソンの努力で妥協が成立し、ウエルタがまず臨時大統領に就任した後、10月に選挙を行い、その時にディアスを支持することとした。その夜、グスタボ・A・マデロは銃殺された:312-13。
クーデターの指導者たちは、体制の変化の合法性を飾りたてるためにはマデロとピノ・スアレスの辞任が必要だと考えた。ふたりは辞任を承認したが、クーデター側にとって彼らが生きているだけで脅威だった。ウエルタはウィルソン大使に処置を相談したが、大使は「メキシコの福利にとって最善と思うことをなす」ようにと答えた:108。
マデロとピノ・スアレスは鉄道でベラクルスへ行き、そこからキューバの砲艦に乗って外国に亡命する予定になっていたが、時間になっても彼らは駅に現れなかった。翌日、ウエルタはマデロとピノ・スアレスがメキシコシティの中央刑務所に送られたことを発表した。

## その後

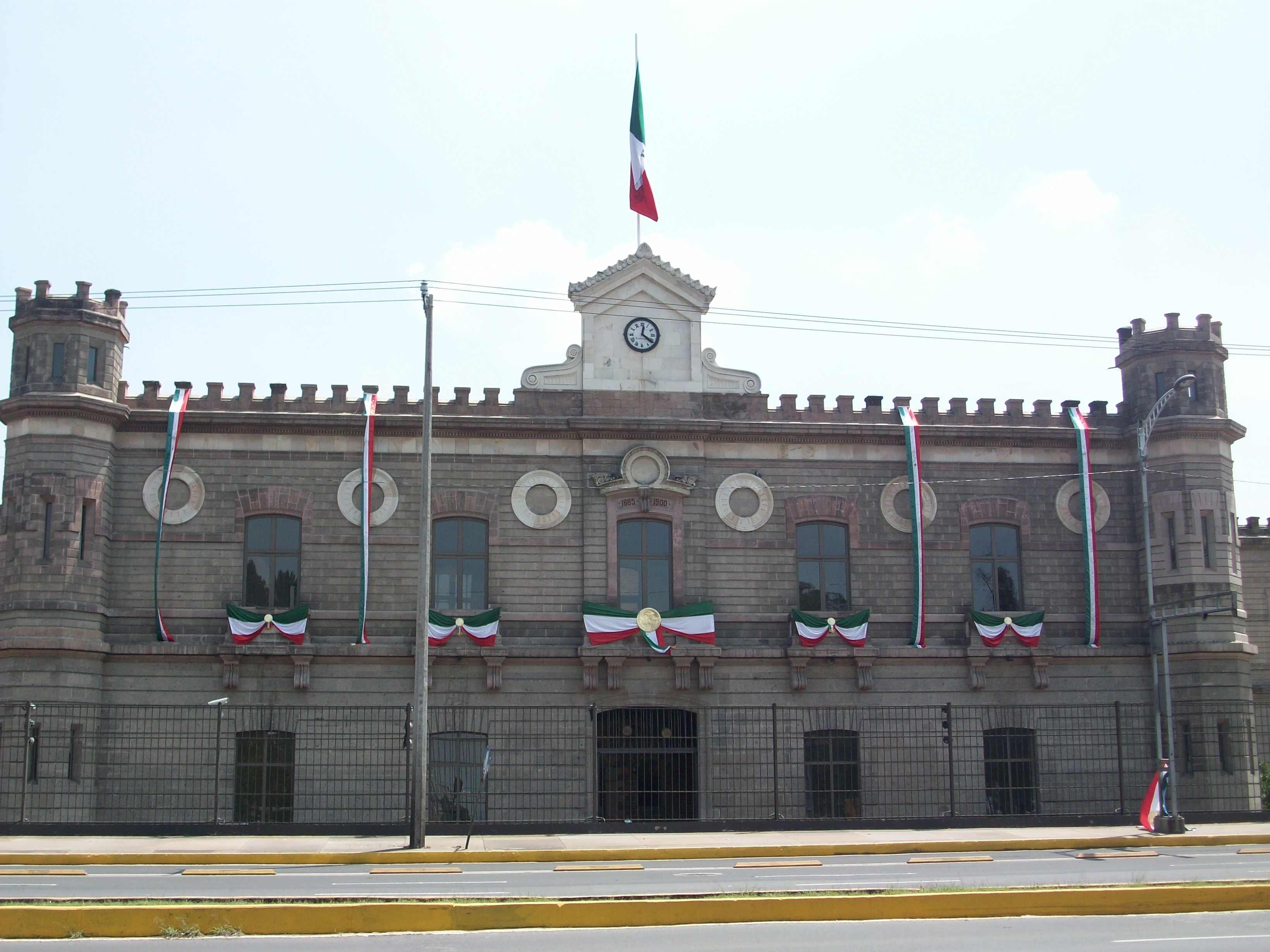
マデロとピノ・スアレスが暗殺されたレクンベリ刑務所

2月20日（木）にウエルタが大統領に就任した。
2月22日（土）にマデロとピノ・スアレスは別の刑務所に移動すると伝えられ、車で連れ出されたが、レクンベリ刑務所 (Palacio de Lecumberri) の壁の近くで暗殺された。暗殺者は連邦軍のフランシスコ・カルデナスとラファエル・ピミエンタだった。歴史学者のフリードリヒ・カッツによると、「彼らが自分の意志で暗殺したのか、ウエルタの命令によるものか」、およびウィルソン大使がかかわっていたか、あるいは知っていたかについては「熱い議論がなされている。」しかしウエルタが命令してウィルソンがそれを知っていたという強い証拠がある:110-111。
国立宮殿の外で待っていた新聞記者たちは、マデロとピノ・スアレスのそれぞれを乗せた2台の自動車が軍に護衛されて刑務所の方へ走り去るのを目撃したが、自動車は刑務所の前では止まらず、建物の裏へまわって停車し、それから銃声が聞こえた。正確に何が起きたかがわかることはおそらくないだろう。徒歩で追いかけた記者たちは、車のそばに倒れているマデロとピノ・スアレスを見た。その場にいたカルデナスがアメリカの通信員に説明したところでは、車に乗った武装した男たちの一団の銃撃を受け、マデロとピノ・スアレスは自分たちを助けにきたと思って車外に飛びだしたが射撃されたという。一般にこの説明は信じられていないが、ウィルソン大使は受け入れた。